# 야채식빵 굽는 남자
《야채식빵 굽는 남자》는 KBS 2TV에서 1995년 9월 10일에 방영된 드라마게임이다.

## 등장 인물
- 김창완 : 고시봉 역
- 이일화
- 김동수 : 장길남 역
- 박유승 : 황병일 역
- 노영국
- 권병길
- 한경선